# Mevlanaia
Mevlanaia is een geslacht van vlinders van de familie bladrollers (Tortricidae), uit de onderfamilie Olethreutinae.

## Soorten
- M. capparidana (Zeller, 1847)
- M. decoratana (Chrétien, 1915)
- M. diplosperma (Diakonoff, 1984)
- M. resedana (Obraztsov, 1959)
- M. rhezelana (Chrétien, 1915)